# Cynoglossum amabile
Cynoglossum amabile , es una especie fanerógama perteneciente a la familia de las boragináceas.

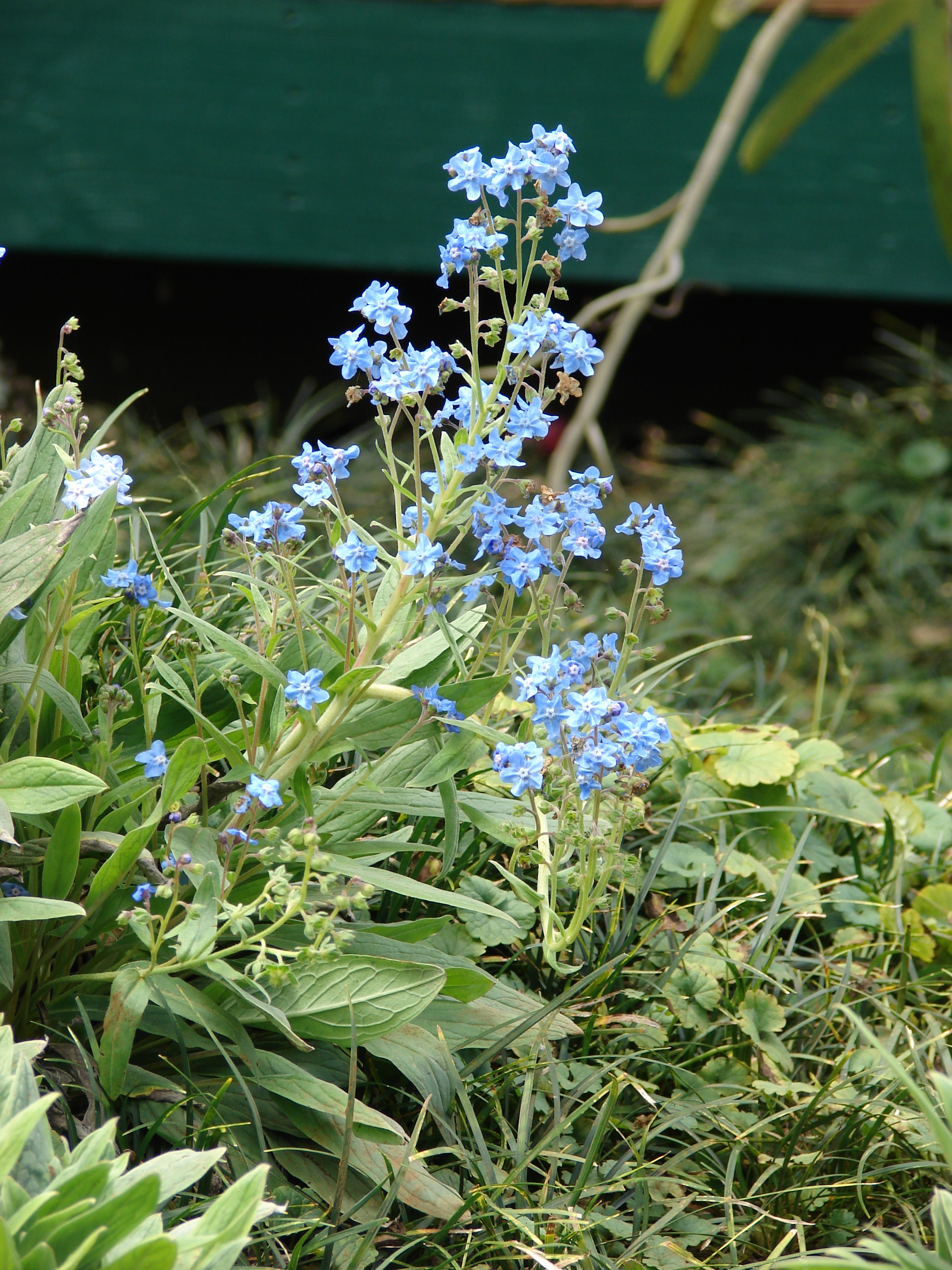
Vista de la planta

## Descripción
Son hierbas erectas, bianuales o perennes, que alcanzan un tamaño de  0.5(-1) m, con un órgano grueso subterráneo; tallos densamente estrigosos. Hojas basales con la lámina 6-11(-17) × 1-2.5(-3) cm, angostamente elíptica, el haz estriguloso a estrigoso, el envés piloso, la base atenuada a cuneada, los márgenes enteros, el ápice agudo, los pecíolos hasta 4.5(-11) cm; hojas caulinares con la lámina 3-6(-8) × 0.7-2 cm, lanceolada a angostamente elíptica, el haz estriguloso a estrigoso, el envés peloso a hírtulo, la base amplexicaule y en general ligeramente lobada, el ápice agudo, sésiles. Inflorescencias hasta 16(-30) cm, terminales, una panícula de cimas pequeñas, densamente estrigulosas. Flores pediceladas, los pedicelos hasta 5 mm; sépalos 2-3(-4) mm, lanceolados a lanceolado-ovados, estrigosos; corola azul, rotácea, los lobos 5(-7), 2-3(-4) mm, ampliamente obovados, con 5(-7) protuberancias cuculadas en la boca, éstas alternas con los estambres y frecuentemente puberulentas; anteras sésiles o sobre filamentos cortos hasta 0.5 mm; estilo 0.8-2 mm, ginobásico, los 4 estigmas capitados. Frutos formados por 4 nuececillas patentes, 4-6 mm de ancho, cada nuececilla ovada, aplanada a convexa en la superficie dorsal, con espinas gloquidiadas hasta 0.5 mm.

## Distribución
Planta herbácea vivaz, natural de Asia donde es conocida popularmente como no me olvides china. Usada como planta ornamental en jardines.

## Propiedades
Cynoglossum amabile contiene el alcaloide pirrolizidina.

## Taxonomía
Cynoglossum amabile fue descrita por Stapf & J.R.Drumm. y publicado en Bulletin of Miscellaneous Information Kew 1906(6): 202. 1906.
Etimología
Cynoglossum: nombre genérico que deriva del griego cyno = "perro" y glossum = "lengua", refiriéndose a su parecido con la lengua de un perro. 
amabile: epíteto latino que significa "que merece ser amada".
Sinonimia
- Cynoglossum amabile f. leucanthum X.D.Dong
- Cynoglossum amabile f. ruberum X.D.Dong[6]